# TUDH BS Mobile 3
O veículo leve sobre trilhos (VLT) modelo Mobile 3 fabricado pela Bom Sinal trata-se de um Trem Unidade Diesel-Hidráulico (TUDH), construído em aço galvanizado, com sistema hidráulico fornecido pela Voith, bi-direcional composto por três carros (M+R+M).
O modelo está em operação em Recife (Metrorec), Maceió (VLT de Maceió), João Pessoa (Sistema de trens urbanos de João Pessoa), Natal (Sistema de trens urbanos de Natal) e Teresina (Metrô de Teresina)